# Miki Nakatani
Pour les articles homonymes, voir Nakatani.
Miki Nakatani (中谷美紀, Nakatani Miki), née le 12 janvier 1976 à Higashimurayama, est une actrice et chanteuse japonaise.

## Biographie
Miki Nakatani débute en 1991 en tant qu'idole japonaise au sein du groupe Sakurakko Club, puis fait partie de son sous-groupe Key West Club en 1991 et 1992. Elle débute ensuite en 1993 une double carrière d'actrice et de chanteuse en solo, sortant dix singles et trois albums (et diverses compilations) jusqu'en 2001. Elle joue notamment un rôle récurrent dans les films de la série Ring (Ring, Rasen, Ring 2), et le rôle principal dans les films Thirty Lies or So, Rikidozan, Densha otoko, Loft...

## Discographie

### Albums

#### Originaux
- 1996 : Shokumotsu Rensa (食物連鎖)
- 1997 : Cure
- 1999 : Shiseikatsu (私生活)

#### Remix
- 1997 : Vague

#### Compilations
- 1998 : Absolute value
- 2001 : Pure best
- 2001 : Miki

### Singles
- 1993 : Anata ga Wakaranai (あなたがわからない)
- 1996 : Mind circus
- 1996 : Srange paradise
- 1997 : Suna no Kajitsu (砂の果実) (with Sakamoto Ryuichi)
- 1997 : Tengoku Yori Yaban (天国より野蛮 -Wilder than heaven-)
- 1997 : Ibara no Kan (いばらの冠)
- 1999 : Chronic Love (クロニック・ラヴ)
- 1999 : Frontier (フロンティア)
- 2000 : Kowareta Kokoro (こわれたこころ)
- 2001 : Air Pocket (エアーポケット)

## Ouvrages
- 1996 : About a Girl
- 2001 : Nakatani
- 2003 : Hikari (光)

## Filmographie

### Actrice

#### Cinéma
- 1995 : Berlin : Kyoko
- 1995 : Dai shitsuren
- 1998 : Rasen (らせん?) de Jōji Iida : Mai Takano
- 1998 : Ring (リング, Ringu?) de Hideo Nakata : Mai Takano
- 1999 : Ring 2 (リング2, Ringu 2?) de Hideo Nakata : Mai Takano
- 2000 : Chaos (カオス, Kaosu?) de Hideo Nakata : Satomi Tsushima
- 2000 : Keizoku/eiga : Jun Shibata
- 2002 : When the Last Sword Is Drawn (壬生義士伝, Mibu gishi den?) de Yōjirō Takita : Nui
- 2004 : Amemasu no kawa : Satuki Kato
- 2004 : Hoteru bînasu : Wife
- 2004 : Yaku san-jū no uso : Takarada
- 2004 : Yeokdosan : Aya
- 2005 : Densha otoko : Hermes
- 2005 : Rofuto : Reiko Haruna
- 2005 : Shissō : Akane
- 2005 : Loft (ロフト, Rofuto?) de Kiyoshi Kurosawa : Reiko Hatuna
- 2006 : 7 gatsu 24 ka dōri no Kurisumasu : Sayuri Honda
- 2006 : Memories of Matsuko (嫌われ松子の一生, Kiraware Matsuko no isshō?) de Tetsuya Nakashima : Matsuko Kawajiri
- 2007 : Akanezora : Ofumi
- 2007 : Jigyaku no uta : Yukie Morita
- 2007 : Soie de François Girard : Madame Blanche
- 2008 : Shiawase no kaori : Takako Yamashita
- 2009 : Zero no shōten
- 2010 : Soreike! Anpanman: Brakkunōzu to mahō no uta
- 2010 : Suîto ritoru raizu : Ruriko Iwamoto
- 2011 : Genji monogatari: Sennen no nazo : Murasaki Shikibu
- 2011 : Hankyū densha (阪急電車 片道15分の奇跡, Hankyū densha: Katamichi 15-fun-no kiseki?) de Yoshishige Miyake (ja) : Shoko
- 2012 : Himawari to koinu no 7-kakan : Miku
- 2013 : Kiyosu kaigi : Nene
- 2013 : Real (リアル〜完全なる首長竜の日〜, Riaru〜Kanzen naru shuchō ryū no hi〜?) de Kiyoshi Kurosawa : Dr Eiko Aihara
- 2013 : Rikyū ni tazuneyo
- 2014 : Kawaki : Rie Azuma
- 2015 : Foujita de Kōhei Oguri : Kimiyo
- 2015 : Tsukuroi tatsu hito

#### Télévision
Séries télévisées
- 1993 : Hitotsu yane no shita : Aiko Mifune
- 1997 : Fuzoroi no ringotachi : Miho
- 1999 : Keizoku : Jun Shibata
- 2000 : Eien no ko : Yūki Kusaka
- 2000 : Gēmu no tatsujin
- 2000 : Manatsu no Merry Christmas : Haru Hoshino
- 2001 : R-17
- 2002 : Ai to seishun no takarazuka - koi yorimo inochi yorimo
- 2002 : Believe
- 2002 : Ren'ai hensachi : Reiko
- 2009 : Shirasu Jirō : Masako Shirasu
- 2009-2011 : Jin : Nokase / Mirai / Nofu / ...
- 2011 : Suna no utsuwa : Yoko yamashita
- 2012 : Beautiful Rain : Akane
- 2012 : Seinaru kaibutsu tachi : Yuka kasugai
- 2012-2013 : Tabi no chikara : Narrator
- 2014 : Miyamoto Musashi
- 2015 : Gōsuto raitā : Lisa
- 2016 : IQ246 Kareinaru Jikembo
- 2016 : Mohóhan : Shigeko Maehata
- 2016 : Watashi kekkon dekinainjanakute, shinain desu : Tachibana Miyabi
- 2017 : Kataomoi

Téléfilms
- 1998 : Oda Nobunaga : No-Hime
- 1999 : Keizoku Special: Phantom
- 2001 : Prince Shotoku : Tojiko no iratsume
- 2001 : Yonimo kimyō na monogatari: Aki no tokubetsu hen
- 2010 : Rikon shindorōmu: Tsuma ni ima sugu detette! to iwaretara : Kimiko watanabe
- 2012 : Jūmanbun no ichi no gūzen : Akiko yamauchi
- 2013 : Hana no kusari : Miyuki
- 2015 : Yo ni mo Kimyō na Monogatari: Eiga kantoku-hen

### Parolière

#### Cinéma
- 2006 : Kiraware Matsuko no isshō
- 2009 : Zero no shōten

### Vidéos
- 1997 : butterfish
- 1998 : Completeness
- 2000 : Kowareta Kokoro (こわれたこころ)
- 2002 : Air Pocket

## Distinctions

### Récompenses
- 2007 : Asian Film Award de la meilleure actrice pour Memories of Matsuko

### Nominations
- 2012 : prix de la meilleure actrice pour Hankyū densha aux Japan Academy Prize[2]